# يعقوب (مقام)

## مقام يعقوب
يتربع مقام يعقوب (ع) على تلة في بلدة روم (جزين) المشرفة على مدينة صيدا اللبنانية وتحيط به أشجار الأرز. المقام ذات عمارة أثريّة فاطميّة يزوره المسلمون والمسيحيون على حد سواء لما ليعقوب (ع) من أهمية دينية عندم الطائفتين المسلمة والمسيحية. ليعقوب (ع) مقام آخر في بلدة الكفور قرب النبطية.

## الفرق بين المقام والضريح
المقام هو المسكن الذي يقيم فيه شخص ما أو قد اقام فيه، أما الضريح هو البنيان الذي يقام على قبر شخص ما، كما في قوله تعالى في سورة الكهف..﴿وَكَذَلِكَ أَعْثَرْنَا عَلَيْهِمْ لِيَعْلَمُوا أَنَّ وَعْدَ اللَّهِ حَقٌّ وَأَنَّ السَّاعَةَ لَا رَيْبَ فِيهَا إِذْ يَتَنَازَعُونَ بَيْنَهُمْ أَمْرَهُمْ فَقَالُوا ابْنُوا عَلَيْهِمْ بُنْيَانًا رَبُّهُمْ أَعْلَمُ بِهِمْ قَالَ الَّذِينَ غَلَبُوا عَلَى أَمْرِهِمْ لَنَتَّخِذَنَّ عَلَيْهِمْ مَسْجِدًا ۝٢١﴾
أي علي أصحاب الكهف؛ أي أقيموا عليهم ضريحاً وهي ليست من البدع، أما المرقد فهو المكان الذي دفن فيه الشخص أي رقد فيه، كما يستخدم أيضاً مصطلح مزار.